# Де Вилье, Жерар

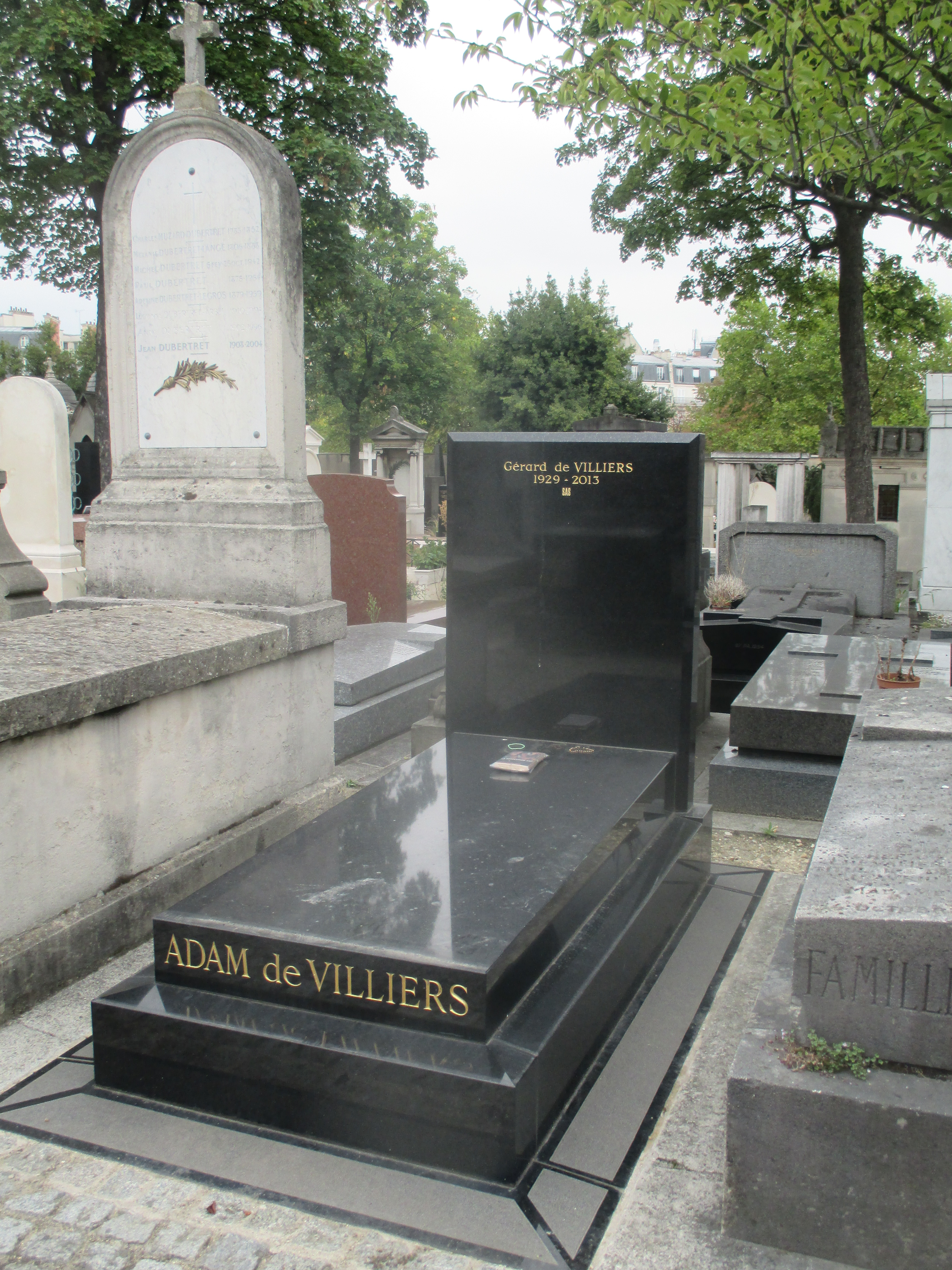
Могила писателя на кладбище Пасси в Париже

Жерар де Вилье (фр. Gérard de Villiers; 8 декабря 1929, XV округ Парижа — 31 октября 2013[…], XVI округ Парижа) — французский писатель, журналист и издатель, автор более 200 романов.
Широкую известность Де Вилье принесла серия романов «SAS» (Son Altesse Serenissime — «его сиятельство») с главным героем — внештатным сотрудником ЦРУ князем Малко Линге. Серия SAS издана тиражом около 100 миллионов экземпляров.

## Биография
Родился в семье драматурга Жака Буларана де Комбажукса, который писал под псевдонимом Жака Деваля, и Валентины Адам де Вилье. По линии матери писатель происходил из буржуазной семьи аристократического происхождения с острова Реюньон. Он получил в Париже дипломы Института политических исследований и Высшей школы журналистики. Будущий писатель участвовал в качестве офицера в Алжирской войне, а затем работал сотрудником «Minute», «Rivarol», «Paris-Presse» и «France Dimanche». В качестве корреспондента газеты «France Soir» он объездил весь мир.
С 1965 года де Вилье писал шпионские романы. Он автор шпионской серии SAS, которая описывает приключения австрийского аристократа и агента ЦРУ Малко Линге. Кроме романов этой серии у него есть и другие произведения. Творчество Жерара де Вилье некоторые критики относят к «бульварной литературе», однако они вызывают интерес очень точным описанием, а иногда предсказанием политических событий. В 1980 году писатель в одном из своих романов описал покушение на Анвара Садата, убитого годом позднее. В романе «Убить Ганди», изданном в 1986 г. во Франции, автор сумел предсказать события, совершившиеся в 1991 г. Некоторые произведения де Вилье связаны с Россией. Так роман «Бангкокская ловушка» частично основан на фактах из биографии российского предпринимателя Виктора Бута. Им написан роман «Полоний-210, или как Владимир Путин приказал убить Александра Литвиненко».
Последний роман писателя «SAS: Месть Кремля», вышедший в мае 2013 года, также связан с Россией. Как сообщил юрист покойного, романист скончался, в ночь с 31 октября на 1 ноября 2013 года, после долгой борьбы с раком поджелудочной железы. О его смерти сообщил телеканал «ВВС».

## Экранизации
- S.A.S. à San Salvador (1983), в ролях: Майлз О’Киффи (Малко), Raimund Harmstorf, Дагмар Лассандер, Антон Диффринг, Сибил Даннинг
- Eye of the Widow (1991), Richard Young (Малко), Ф. Мюррей Абрахам, Бен Кросс, Мел Феррер, Патрик Макни